# Sant Climent de Taüll
Sant Climent de Taüll és una església romànica de la localitat de Taüll, al terme municipal de la Vall de Boí. És a l'entrada sud-oest del nucli de Taüll, a la vora de la carretera L-501. No és gaire lluny de la de Santa Maria de Taüll, que es troba a la plaça del poble.

## Història
Com la resta d'esglésies de la Vall de Boí, la de Sant Climent de Taüll fou objecte de la venda i bescanvi l'any 1064 pels comtes de Pallars Sobirà, Artau I i la seva muller Llúcia de la Marca, als comtes de Pallars Jussà, Ramon V i la seva dona Valença de Tost, juntament amb el castell d'Erill i altres possessions.
El primer esment específic de l'església és del 1123: el 10 de desembre fou consagrada per Sant Ramon, bisbe de Roda, just un dia abans de consagrar Santa Maria de Taüll, església amb la qual compartí parroquialitat durant gairebé tota l'edat mitjana. Encara cal comptar una tercera església, a Taüll: Sant Martí, La data de consagració de Sant Climent de Taüll es va conservar en una pintura mural romànica a l'interior mateix de l'església.
De tota manera, Sant Climent sembla l'intent, fallit, dels senyors d'Erill d'establir un nucli monàstic a la vall.
A la baixa edat mitjana, i pel fet de pertànyer al comte de Pallars, la Vall de Boí passà al bisbat d'Urgell, on gaudia d'un règim especial, ja que el conjunt de parròquies era regit per un conjunt de co-rectors, que arribaren a ser vuit en algunes èpoques. Aquests co-rectors havien de ser fills de la Vall de Boí; el santuari de Caldes de Boí exercia de centre coordinador de les parròquies de la vall.
El 5 de setembre de 1907 va ser un dels llocs per on va passar la Missió arqueològico-jurídica a la ratlla d'Aragó, organitzada per l'IEC amb la missió de protegir el patrimoni artístic català. L'equip estava format per Josep Puig i Cadafalch, Guillem Marià Brocà, Josep Gudiol, Josep M. Goday i Adolf Mas.

## Descripció

### L'exterior

#### L'església

Planta

És de planta basilical amb les tres naus separades per fileres de columnes cilíndriques cobertes amb embigat de fusta a dues aigües i llosa de pissarra a l'exterior, capçalera amb un absis i dues absidioles. El campanar, una torre de planta quadrada amb sis pisos d'alçada, se situa a la façana meridional cap a l'orient, molt a prop dels absis. Les naus convergeixen lleugerament cap a la capçalera. Els murs, construïts amb petits carreus de granit, ben tallats i afilerats, i escasses obertures. La porta d'entrada a l'església se situa a la façana de ponent. La construcció de la coberta és molt primitiva i rústega. Les bigues estan superposades i esteses de mur a mur sense atirantar, de manera que formen una armadura central des d'on es distribueixen les altres bigues que sostenen el sostre.
Els murs meridionals, oest i nord no tenen cap mena d'ornamentació i només es veuen interromputs pels vans de les portes. L'aparell, però, fet de carreus mitjans ben tallats i disposats en filades regulars, formen una decoració austera però bonica.
En els absis s'aplica una decoració llombarda molt simple i harmoniosa. L'absis central està decorat per grups de quatre arcs cecs, dobles, separats per mitges columnes. Sobre ells corre un fris de dents de serra com el que s'ha vist en algunes de les columnes de l'interior. El tram central té una finestra i sobre els laterals hi ha sengles vans en forma d'ull de bou. Les absidioles també porten la mateixa decoració llombarda, però amb grups de tres arcs cecs en lloc de quatre. Tenen una finestra cada un.

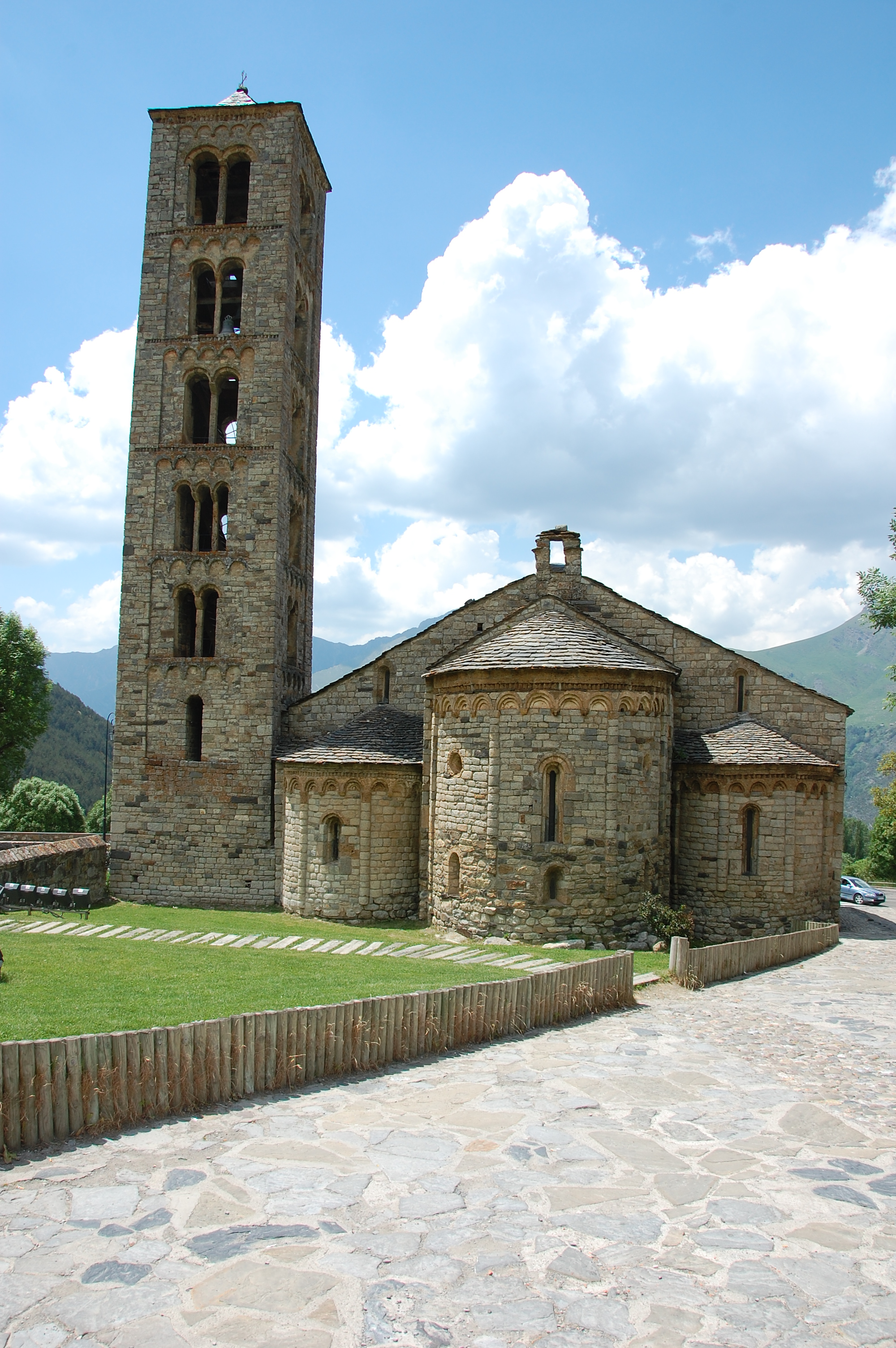
Exterior: capçalera i absis
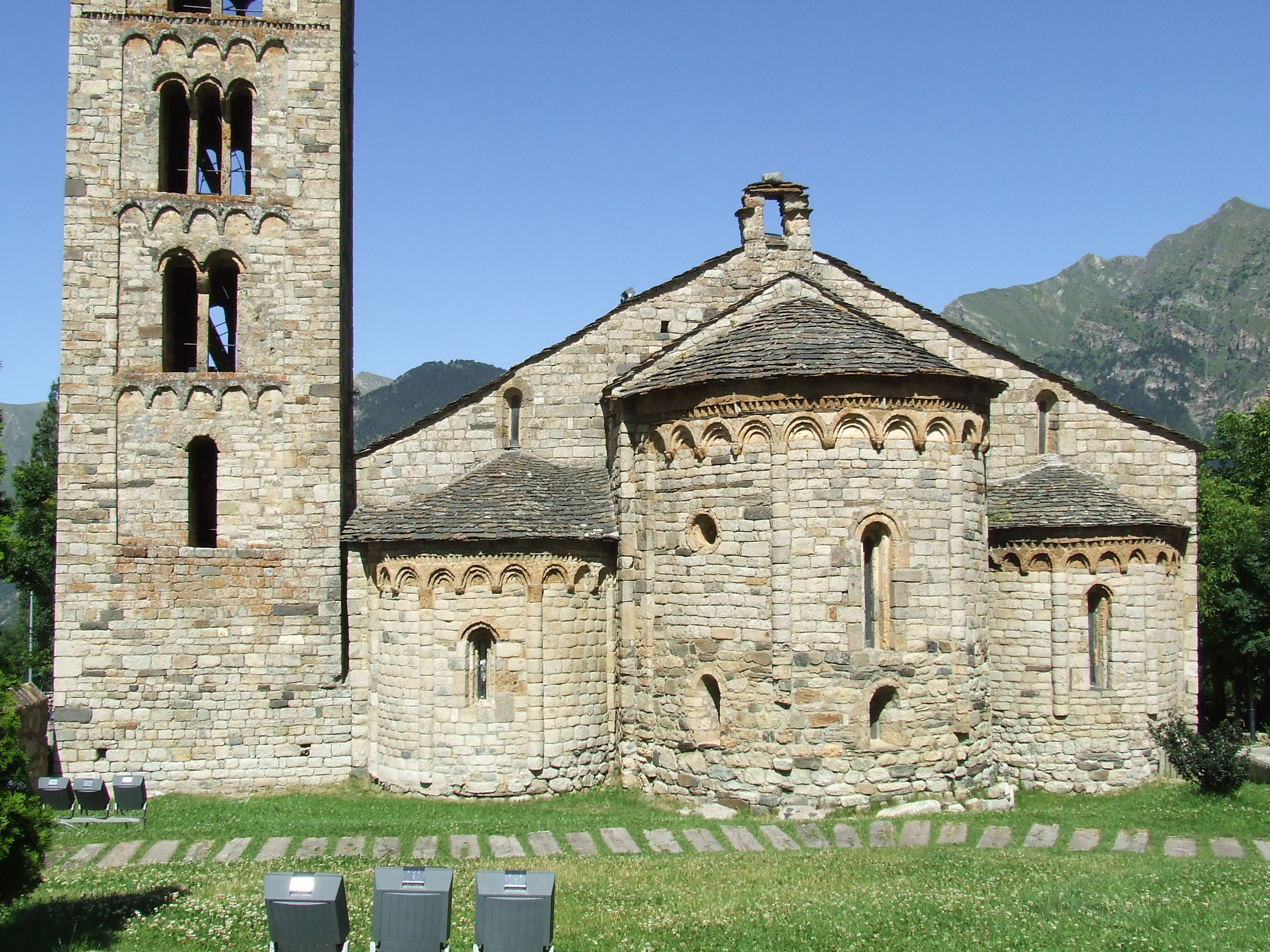
Detall de la capçalera triabsidal amb ornamentació llombarda
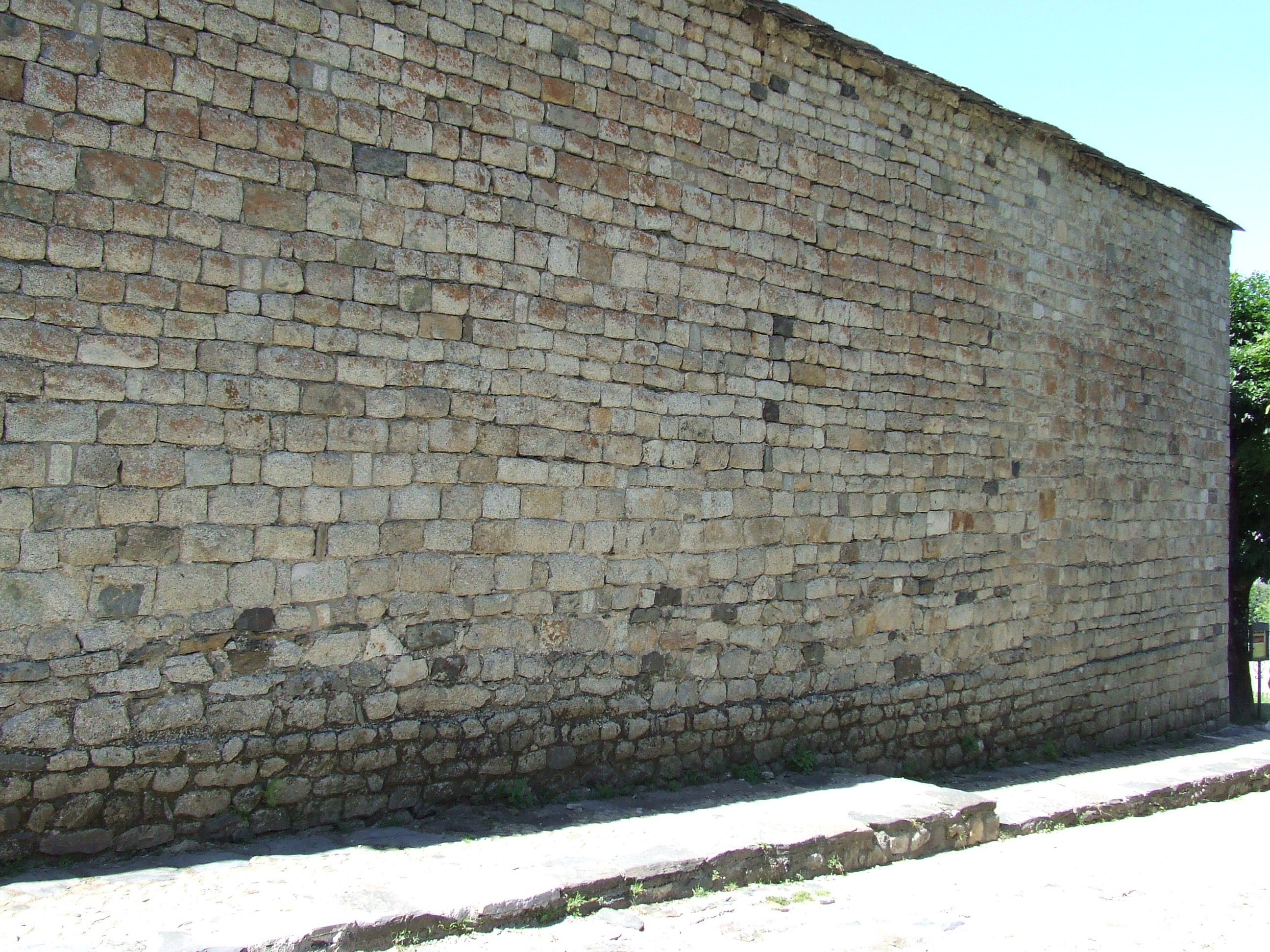
Façana de ponent, coberta i campanar
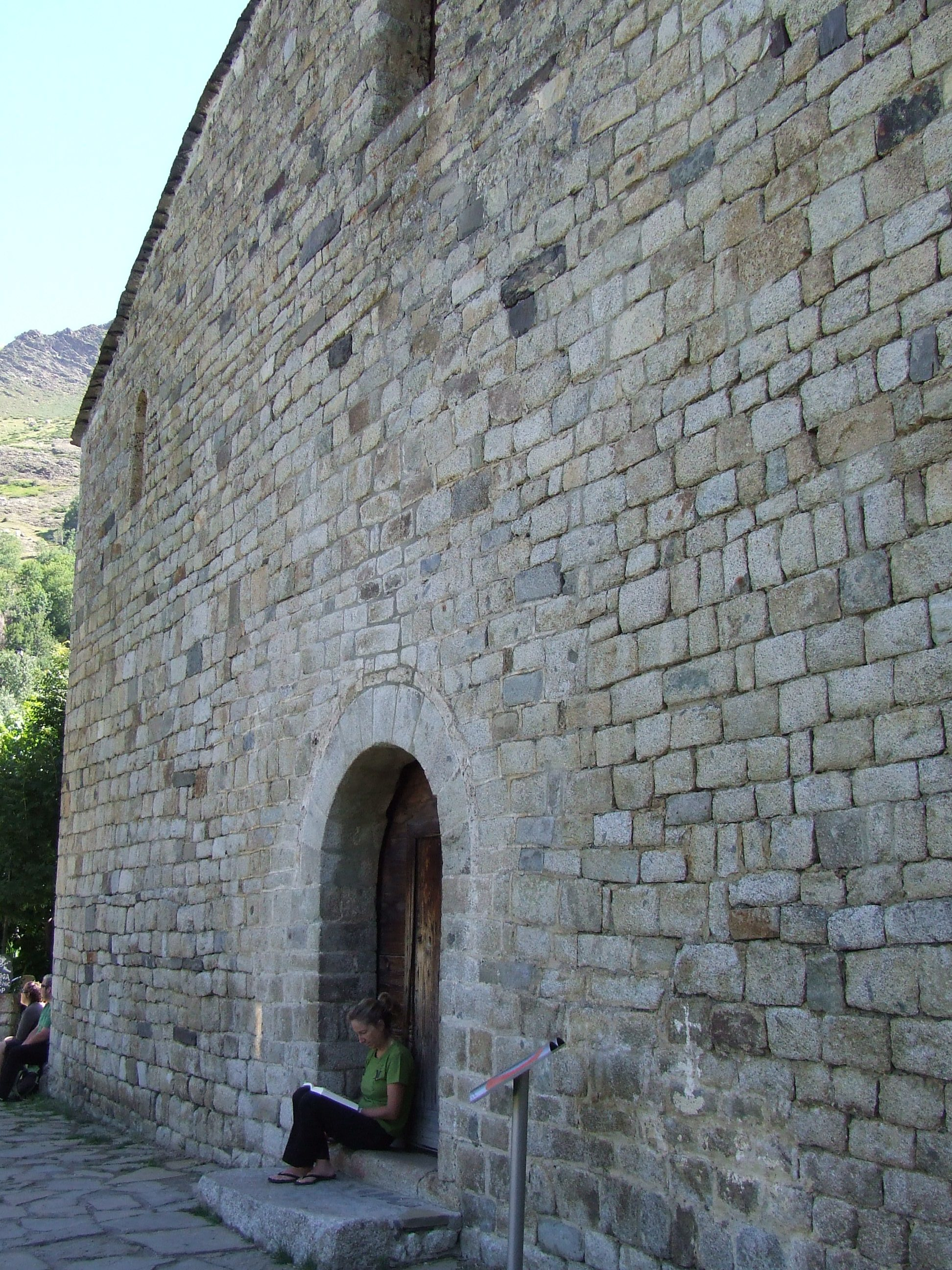
Façana septentrional

#### El campanar

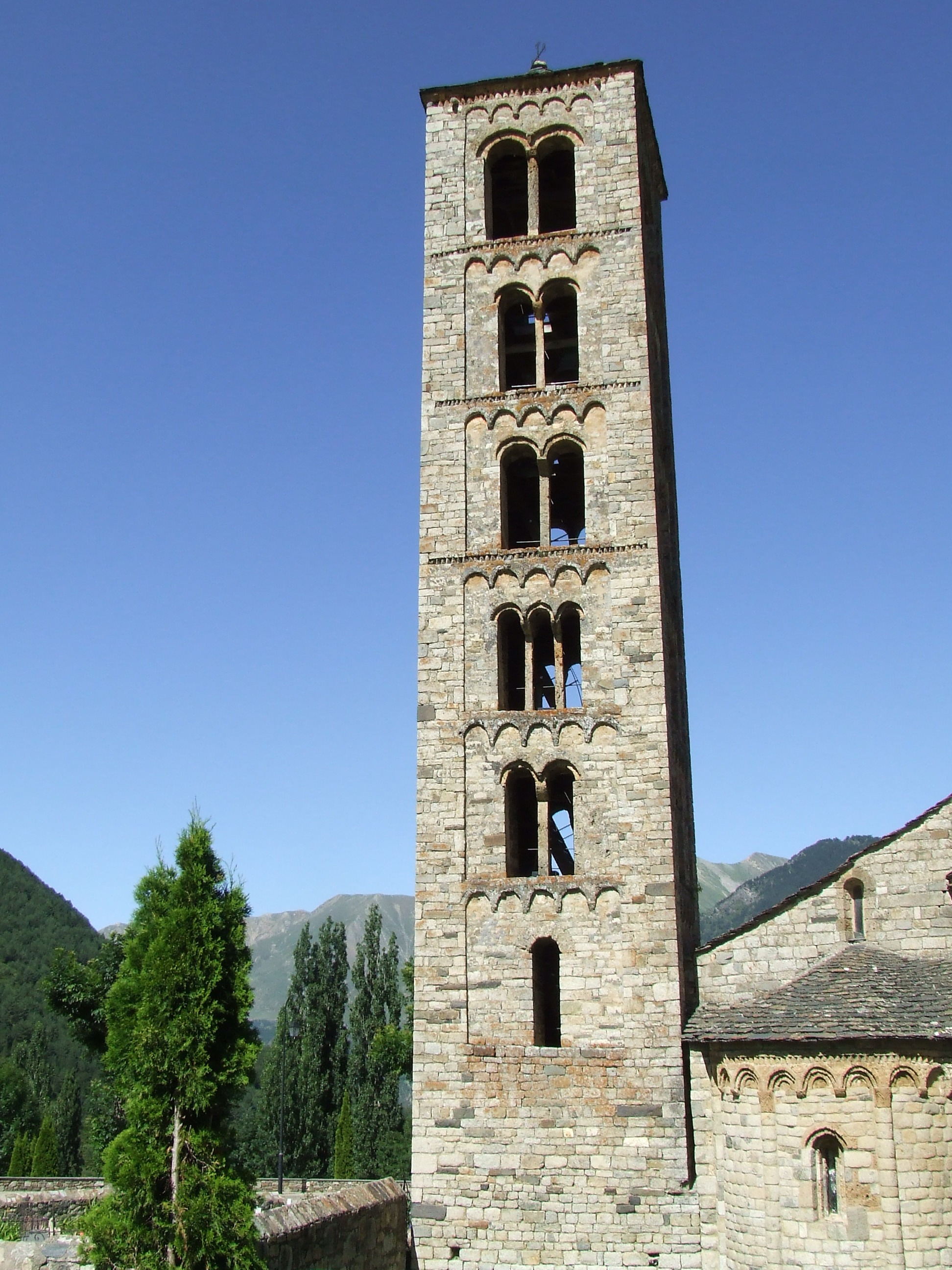
El campanar

La torre campanar és quadrada i està exempta, encara que edificada molt a prop del gruix de l'edifici, a l'angle del mur sud, al costat de la capçalera. És alta i esvelta, com totes les torres llombardes aixecades a la Vall de Boí. Correspon al grup de torres contemporànies de les italianes edificades el segle xii, que es van construir molt més elegants que les de l'etapa anterior.

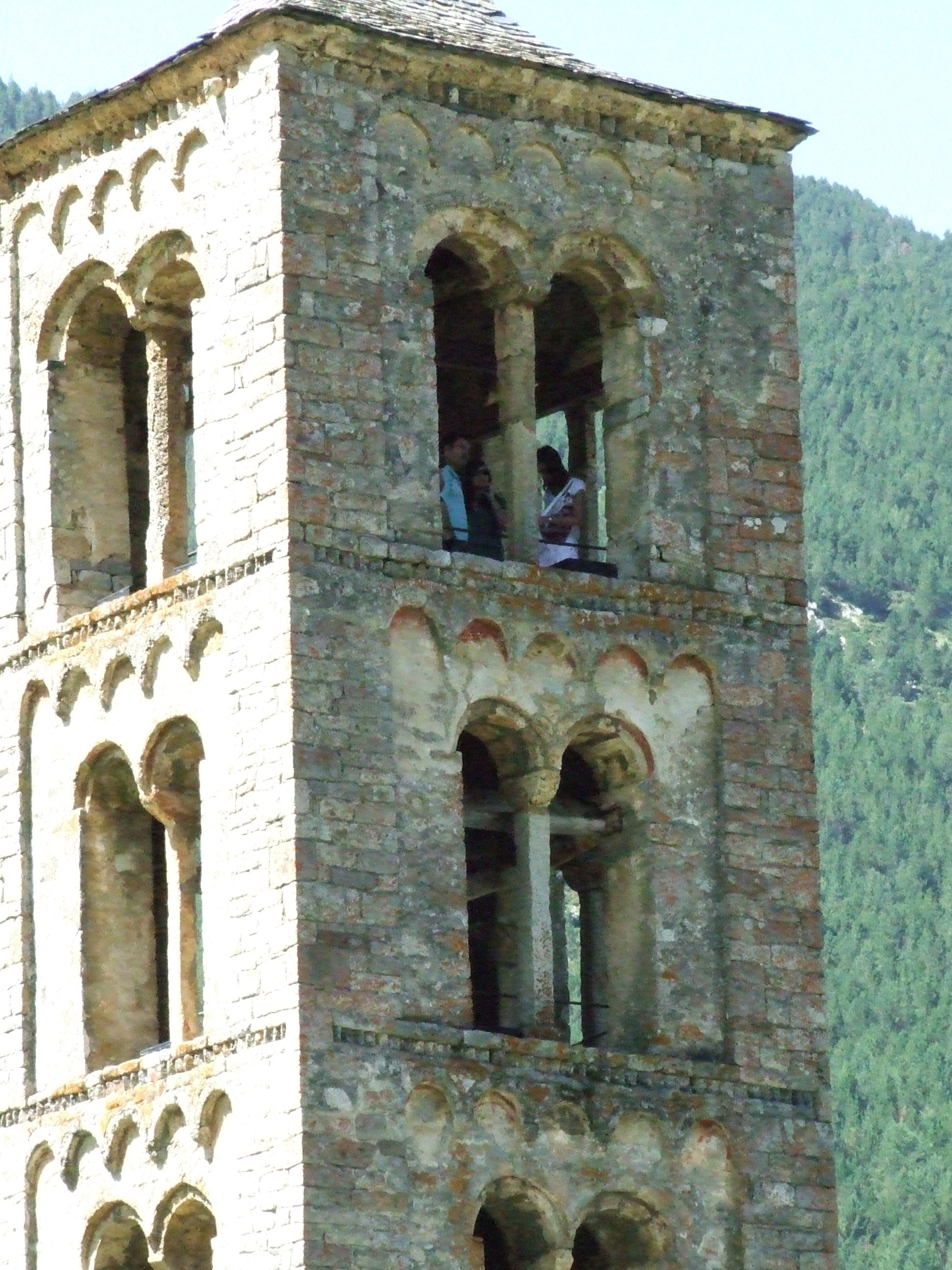
Detall de la façana nord, amb restes de decoració pictòrica

Consta de sis pisos i a les quatre cares de cada pis es repeteix la mateixa decoració i el mateix nombre de finestres. Al primer pis hi ha una sola finestra més els cinc arcs cecs. A la resta de pisos varia el nombre de finestres, separades per columnetes. Els seus capitells estan disposats perpendicularment al mur de la torre.
Els tres últims pisos porten a manera d'imposta una decoració com la dels absis. A tots els pisos es repeteix el mateix grup de cinc arcs cecs, i entre cada nivell es troba un fris de dents de serra. Completava la decoració exterior una decoració pictòrica, que està gairebé del tot desapareguda; en queden algunes restes a la cara nord del campanar, la menys afectada per la llum solar.
Una curiositat, que alguns han interpretat de maneres diverses, és que aquest campanar, el de Sant Joan de Boí i el de Santa Eulàlia d'Erill la Vall estan perfectament alineats.

### L'interior
Les tres naus estan separades per tres columnes, i no tenen finestres a l'exterior. Les columnes són cilíndriques, fetes de pedra amalgamada. En la part superior estan adornades amb un collarí, típica decoració llombarda, sobretot d'exteriors. Aquestes columnes no tenen capitells i estan rematades amb àbacs molt senzills, sobre els quals s'assenten els arcs. Al capdamunt, s'eleva el mur, que té prou alçada per donar lloc als dos vessants de la teulada.
La capçalera està composta per un absis central i dos de laterals més petits (absidioles). En les arcuacions i finestres s'observa una feina de pedra tallada més acurada i de més qualitat.

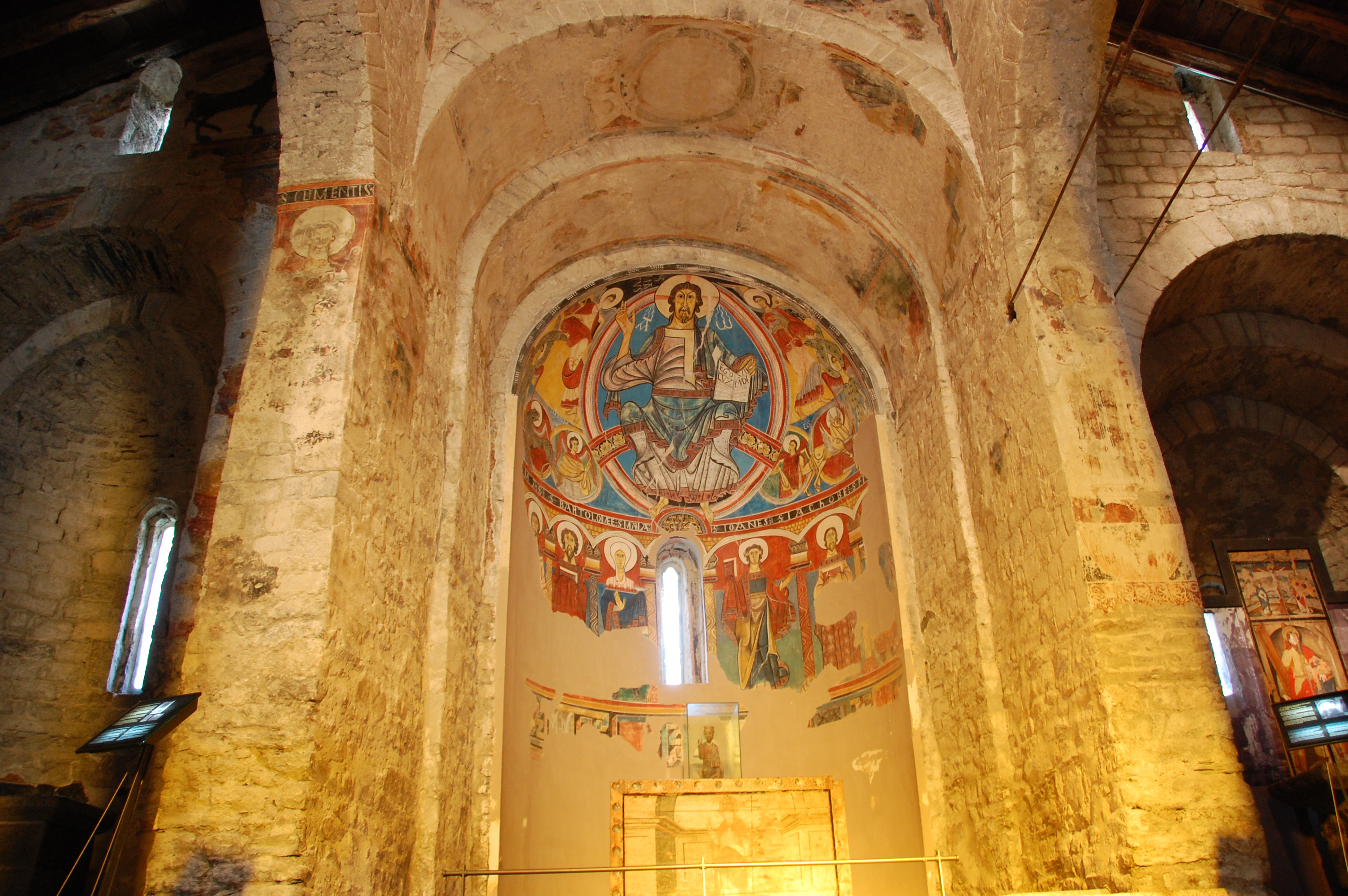
Interior de l'església
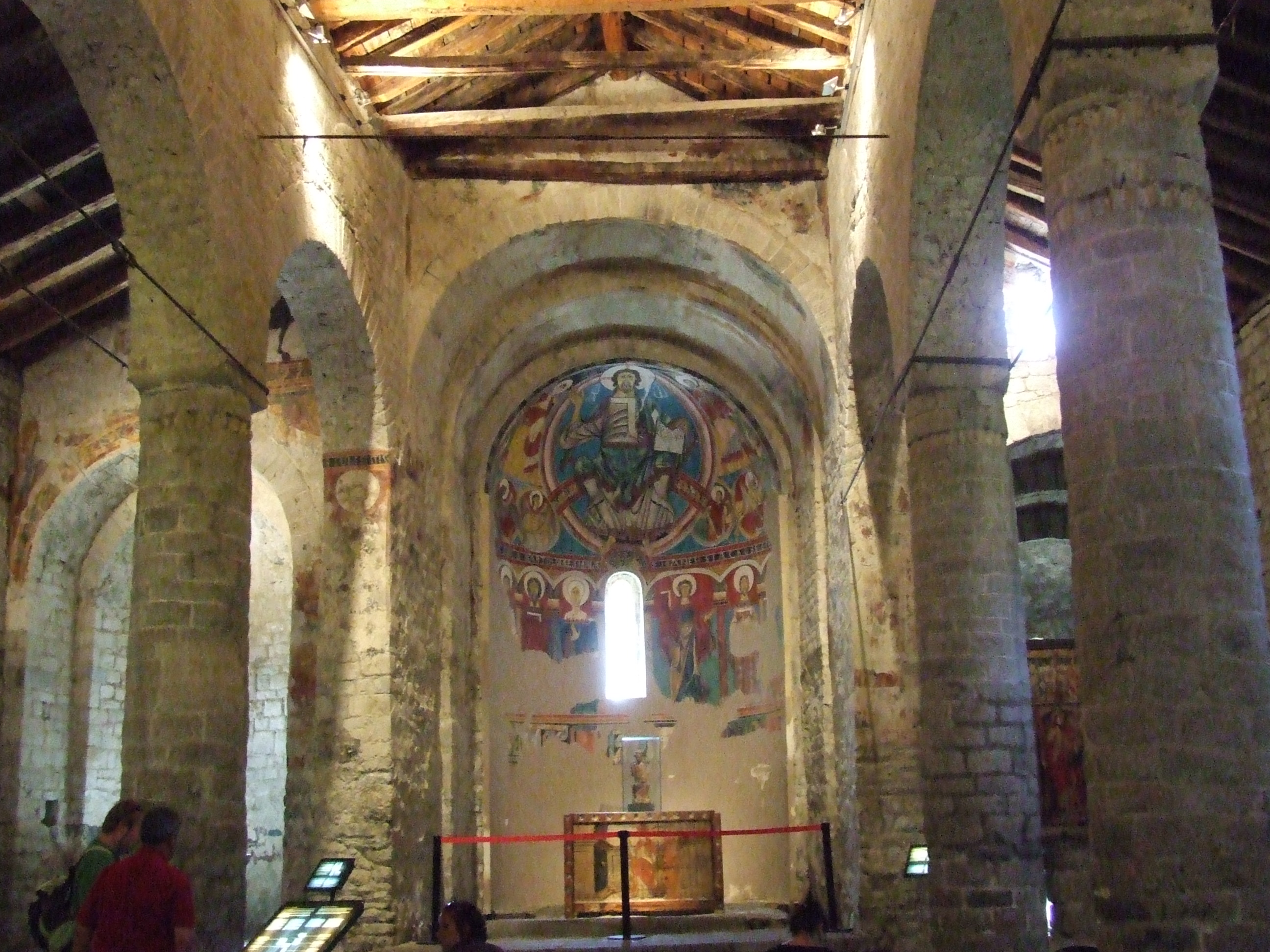
Nau principal
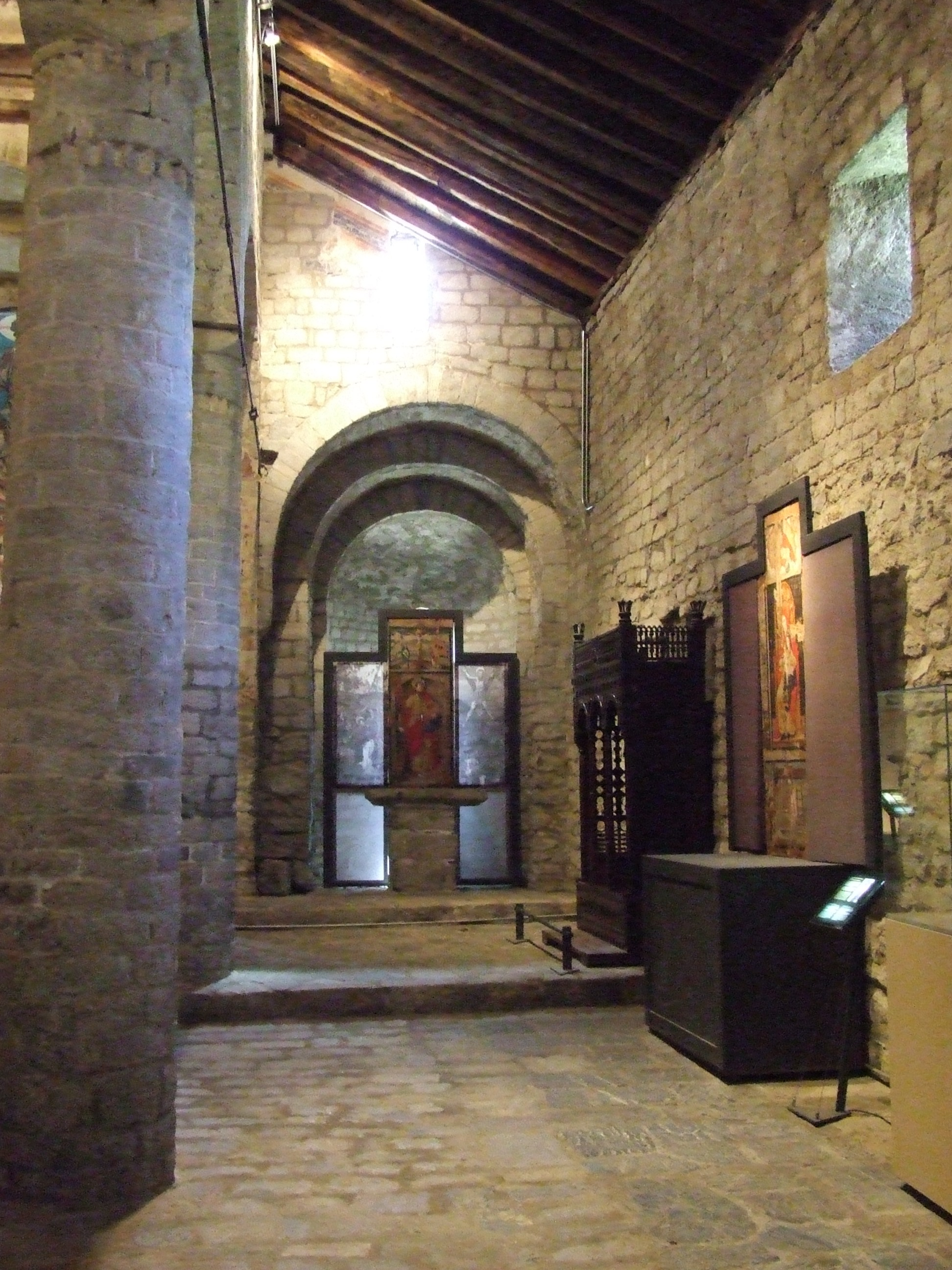
Nau col·lateral sud

La seva planta de basílica perfecta amb tres naus contrasta amb el sostre de fusta, construcció ja passada de moda i substituïda a l'època per la volta de pedra. Això es podria considerar com un fet anacrònic. Per altra banda, la decoració llombarda de l'exterior situa l'església en una modernitat que s'havia estès ja per les regions italianes de Màntua i Verona.

## Pintures murals
En el seu origen tota l'església va estar revestida amb decoració policromada, les parets de les naus, l'absis, i les columnes. S'han conservat al llarg dels segles les pintures de l'absis central, d'una de les absidioles i l'acta de consagració pintada en una de les columnes. Gran part d'aquestes pintures van ser traslladades a principis del segle xx al Museu Nacional d'Art de Catalunya per protegir-les i conservar-les adequadament, evitant una possible venda i exportació als Estats Units. Les de l'absis central van ser reproduïdes in situ, amb una còpia a principis dels anys seixanta del segle xx. Aquesta còpia es va retirar el 2013 i es va realitzar un minuciós procés de restauració que va posar al descobert restes de pintures originals conservats in situ. Actualment, a l'església podem veure una innovadora presentació, a través d'un videomapatge que recrea les pintures conservades al MNAC junt amb les pintures que resten a la mateixa església, així com la reproducció del conjunt pictòric complet tal com devia ser l'any de la seva consagració, el 1123.
Els artistes són anònims, però el mestre que va pintar l'absis central és reconegut al món artístic com el mestre de Taüll. Es distingeix com un pintor molt ben format que domina les tècniques i que coneix la iconografia que hi havia a l'ús a l'època. L'altre pintor continuador de l'obra a les absidioles és de menor categoria.

### L'absis central

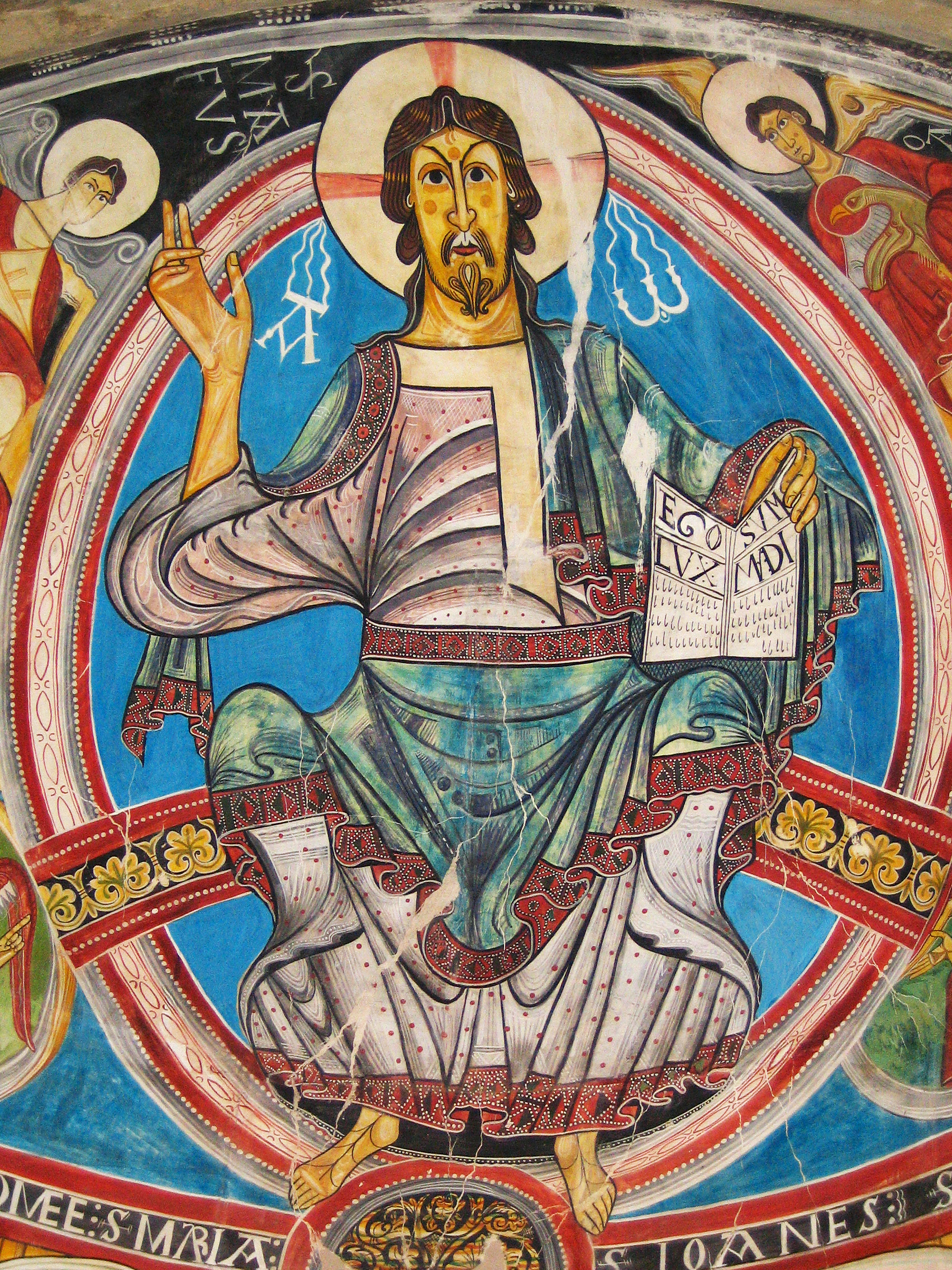
Detall de la Maiestas Domini. Antiga reproducció que es mostrava a Taüll.

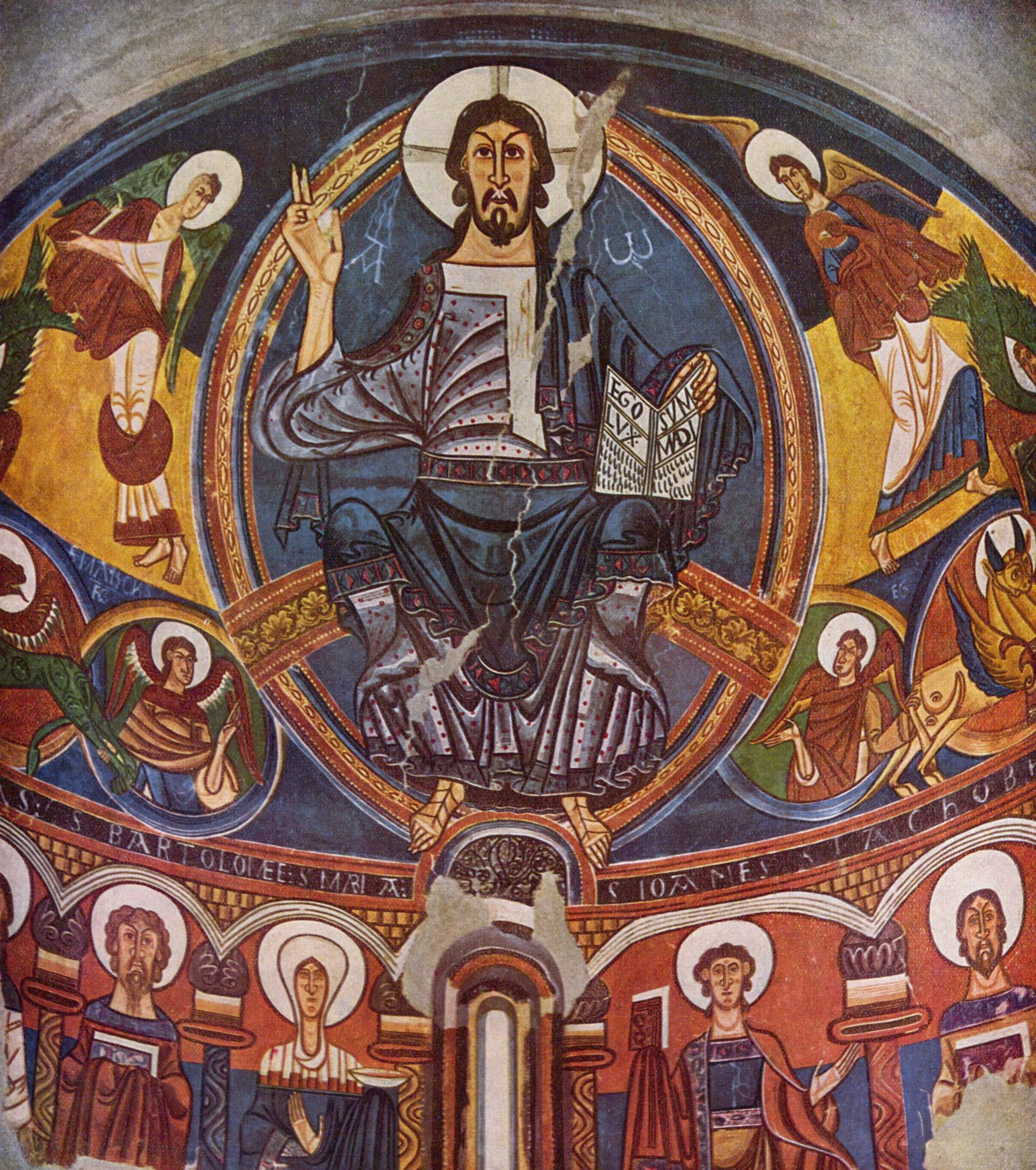
Maiestas Domini. Original conservat al MNAC

La conca absidal central (de 4 m de diàmetre) estava recoberta de pintures murals que es conserven en el Museu Nacional d'Art de Catalunya. Representen la Maiestas Domini, on es pot veure a Crist posat en una màndorla perlada, assegut en una franja transversal que està decorada amb dibuixos vegetals. A l'altura de les seves espatlles estan dibuixades les lletres gregues Α i Ω, com a símbols del principi i el fi. El Crist en Majestat està en actitud de beneir amb la seva mà dreta, mentre que a l'esquerra sosté un llibre obert, el llibre de les escriptures, en el qual pot llegir-se: «Ego sum lux mundi», que significa: Jo soc la llum del món. Es tracta d'una de les pintures romàniques més importants d'Europa.
Està vestit amb una túnica grisenca i embolicat amb un mantell blavós. Els seus peus nus descansen sobre una semiesfera, sortint de la màndorla. Al seu voltant es veuen quatre àngels que porten els atributs dels quatre evangelistes i dos serafins de sis ales, en les quals s'han dibuixat sis ulls.
La zona inferior mostra un fons de to blavós sobre el qual estan dibuixades les figures de la Mare de Déu i cinc apòstols, sota arcs rebaixats que recolzen sobre capitells foliats. La Mare de Déu està vestida amb una túnica blanca i un mantell blau.

### Les claus dels arcs
A l'arc triomfal està representat l'Anyell pasqual, amb set ulls (com a visió apocalíptica).
A la clau de l'arc central es veu representada la mà de Déu que beneeix sortint d'un cercle.

### Data de consagració

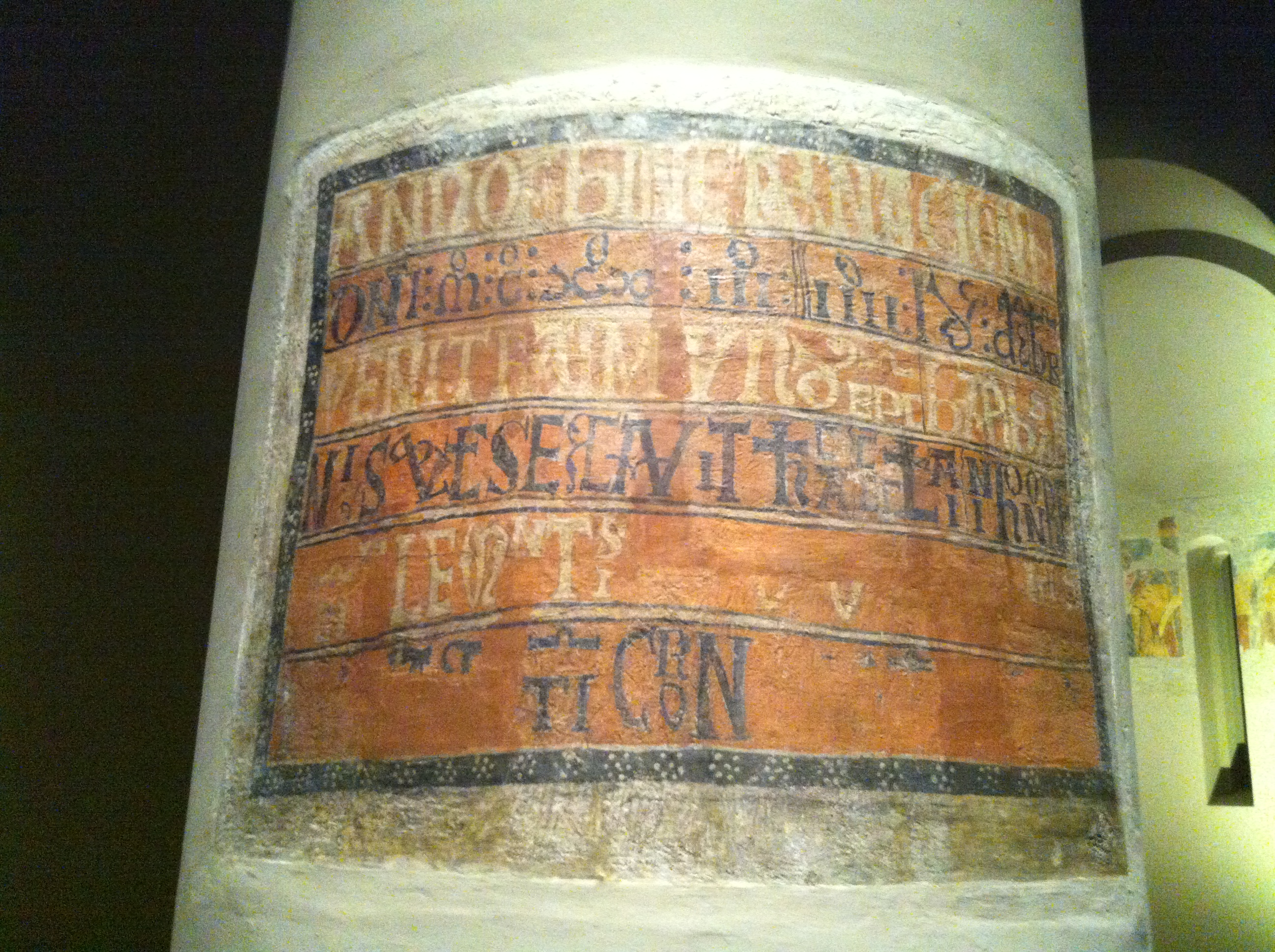
Inscripció original

En una de les columnes més properes a l'absis hi havia pintada la inscripció, amb la data de consagració de l'església:
«Anno ábside incarnacione
Domini MCXXIII IIII idus decembris
Venit Raimundus episccopus Barbastre
Nsis et consacravit hanc eclesiam in honore
Sancti Clementis Martiris et ponens reliquias 
In altare sancti Cornelii Episcopi et Martiris»

### Frontal d'altar
Al Museu Nacional d'Art de Catalunya es conserva també el frontal d'un altar procedent de Sant Climent de Taüll, obra del segle xiii. Les seves escenes estan dedicades a la vida d'aquest sant; la narració es divideix en dues zones, superior i inferior. A la zona superior es pot veure el sant convertint Teodora (en contra de la voluntat del seu marit Sisini, cortesà de Nerva) i l'escena de la invenció de la font de la vida assenyalada per l'Anyell. A la zona inferior hi ha les escenes del judici de Climent davant de l'emperador Trajà i el martiri, així com el miracle de l'arca marmòria que emergeix amb el nen viu després d'haver estat bastant temps tancat. El marc i el fons de la decoració són en relleu, en estuc.

### Talles de fusta policromades i altres objectes
Actualment, es pot veure a l'interior de Sant Climent de Taüll la talla restaurada del Crist Salvador coronat i assegut al tron. Aquesta talla, datada al segle xiii.
Una altra imatge conservada a Sant Climent de Taüll és una imatge restaurada de la Mare de Déu amb el Nen a la falda, obra del segle xiii.
Una altra talla de fusta policromada que es conserva actualment en aquesta església és un Crist Majestat que ens mostra la imatge de Crist totpoderós vencedor de la mort.
També procedent de Sant Climent de Taüll és una lipsanoteca que es conserva el Museu Nacional d'Art de Catalunya (MAC 37 927), policromada, que deu correspondre al segle xi, i un banc de presbiteri amb tres seients amb cofre a la part inferior, compartimentat i amb respatller i dosser. Es tracta d'un moble bastant voluminós, que devia utilitzar-se adossat a les parets laterals, fet amb fusta de pi, obra del segle xii. També es conserva en el Museu Nacional d'Art de Catalunya.

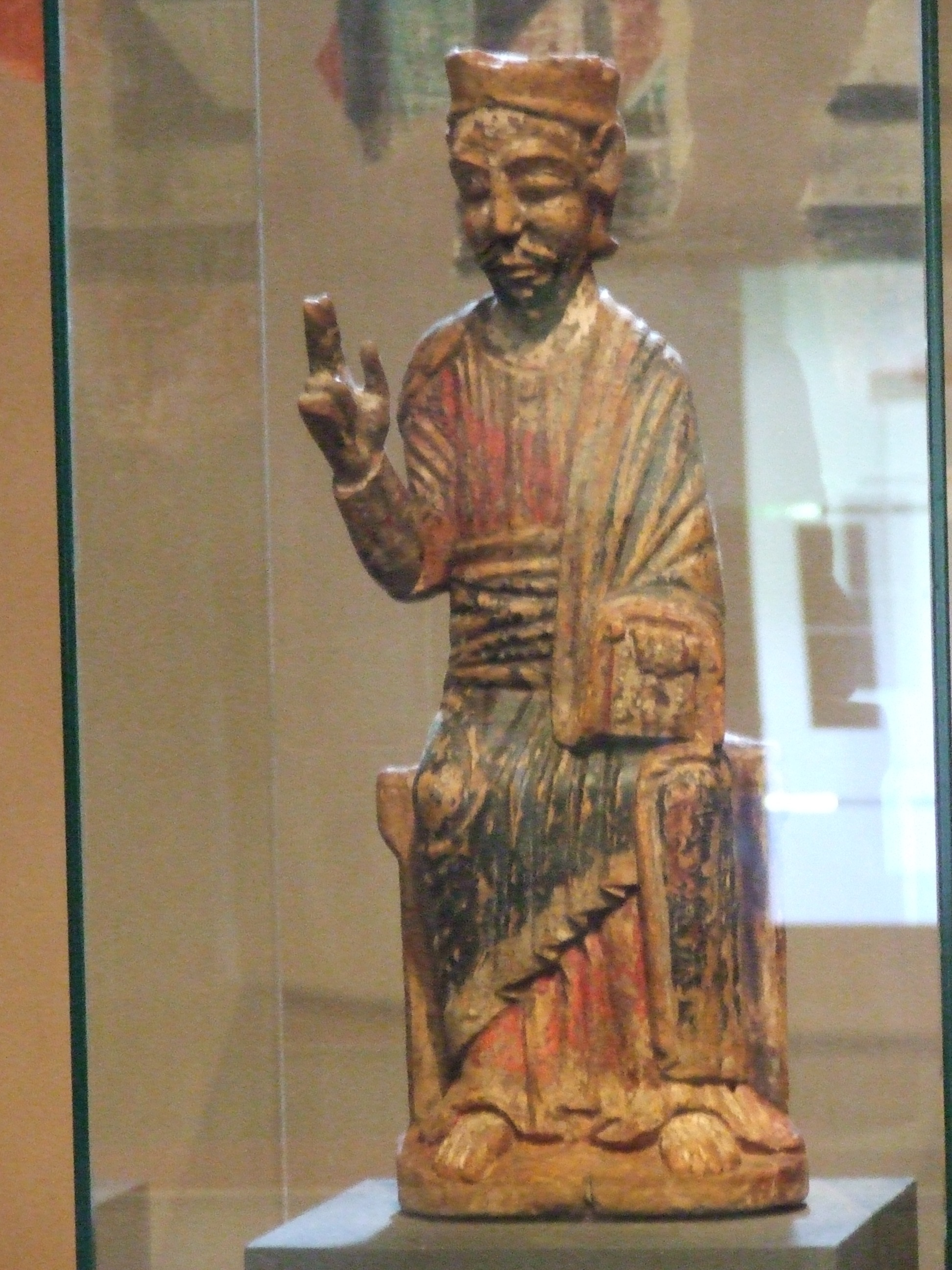
El Crist Salvador
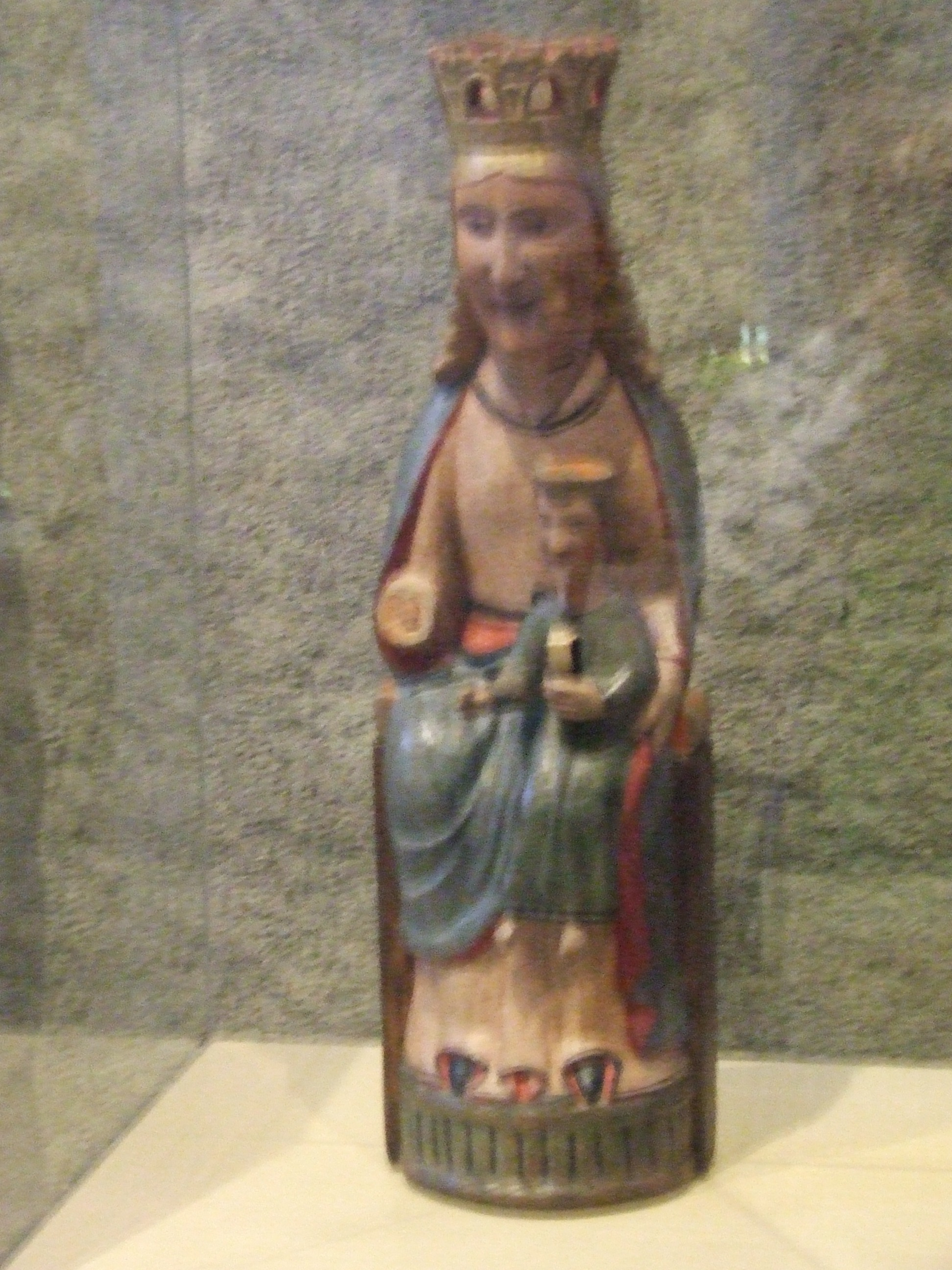
La Mare de Déu amb el Nen
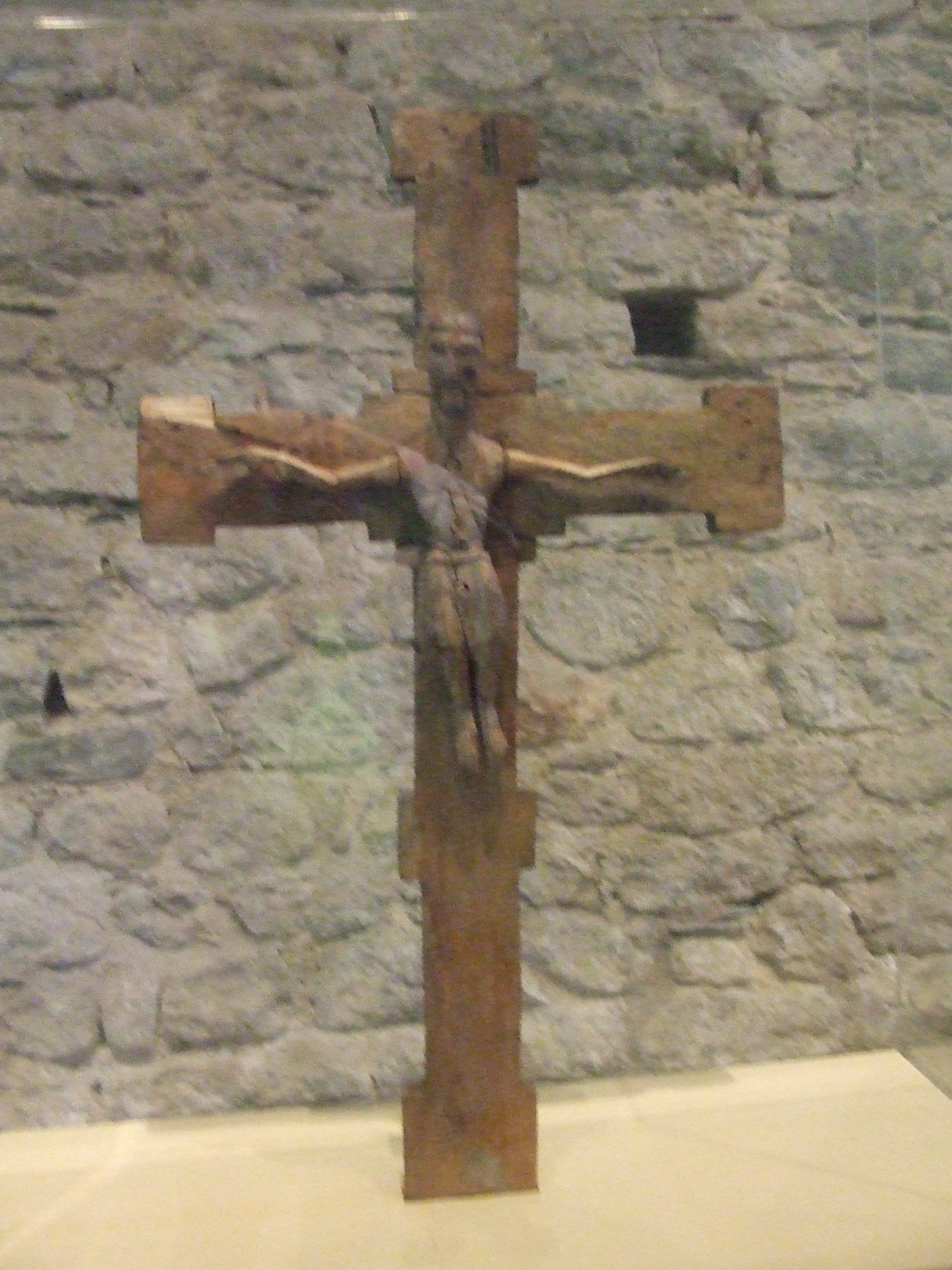
Crist Majestat